# Edina Rott
	Edina Rott (født 27. juni 1971) er en kvindelig ungarsk håndboldtræner, som er cheftræner for tyske TuS Metzingen, der spiller i Handball-Bundesliga Frauen. Hun har været cheftræner for holdet tre gange. Hun har også optrådt for Ungarns kvindehåndboldlandshold.
Hun har tidligere selv, som spiller, optrådt for de ungarske klubber BP Kőbánya Spartacus, Vasas SC og MSC Pécs. I Tyskland, har hun spillet for VfL Sindelfingen, HSG Bensheim/Auerbach og selvsamme TuS Metzingen, hvor hun stoppede hendes aktive håndboldkarriere i 2012. Hun spillede venstre back.